# Jardí Botànic de Bucarest
El Jardí Botànic de Bucarest (en romanès: Grădina Botanică din București), ara porta el nom del seu fundador, Dimitrie Brândză, es troba al barri de Cotroceni de Bucarest (Romania). Té una superfície de 18,2 hectàrees que inclou 4.000 metres quadrats d'hivernacles, i té més de 10.000 espècies de plantes.
El primer jardí botànic de Bucarest va ser fundat l'any 1860 prop de la Facultat de Medicina per Carol Davila. El decret d'establiment del Jardí Botànic va ser signat pel príncep Alexandru Ioan Cuza el 5 de novembre d'aquell any. El seu primer director va ser el botànic Ulrich Hoffmann, seguit sis anys més tard per Dimitrie Grecescu. El jardí es va traslladar finalment a la seva ubicació actual el 1884 per Dimitrie Brândză, un botànic romanès, i Louis Fuchs, un arquitecte paisatgista belga. Els jardins es van obrir l'any 1891, quan es va acabar la construcció dels hivernacles. El jardí va ser danyat durant la Primera Guerra Mundial, quan va ser utilitzat pels alemanys tropes d'ocupació, i durant la Segona Guerra Mundial, quan va ser aconseguit pels bombardejos anglo-americans.
Al Jardí hi ha un Museu Botànic en un edifici d'estil brâncovenesc, situat prop de la porta d'entrada, on s'exhibeixen més de 5.000 espècies vegetals, entre elles 1.000 plantes exòtiques.
L'Antic Hivernacle del Jardí Botànic va ser construït entre 1889 i 1891, seguint la línia dels Hivernacles de Lieja, Bèlgica. L'any 1976 el van tancar al públic, continuant només albergant plantes de cultiu. El Pavelló va ser rehabilitat l'any 2011 i s'ha disposat com a racó de bosc tropical i conté espècies de diverses famílies de plantes exòtiques.

## Galeria

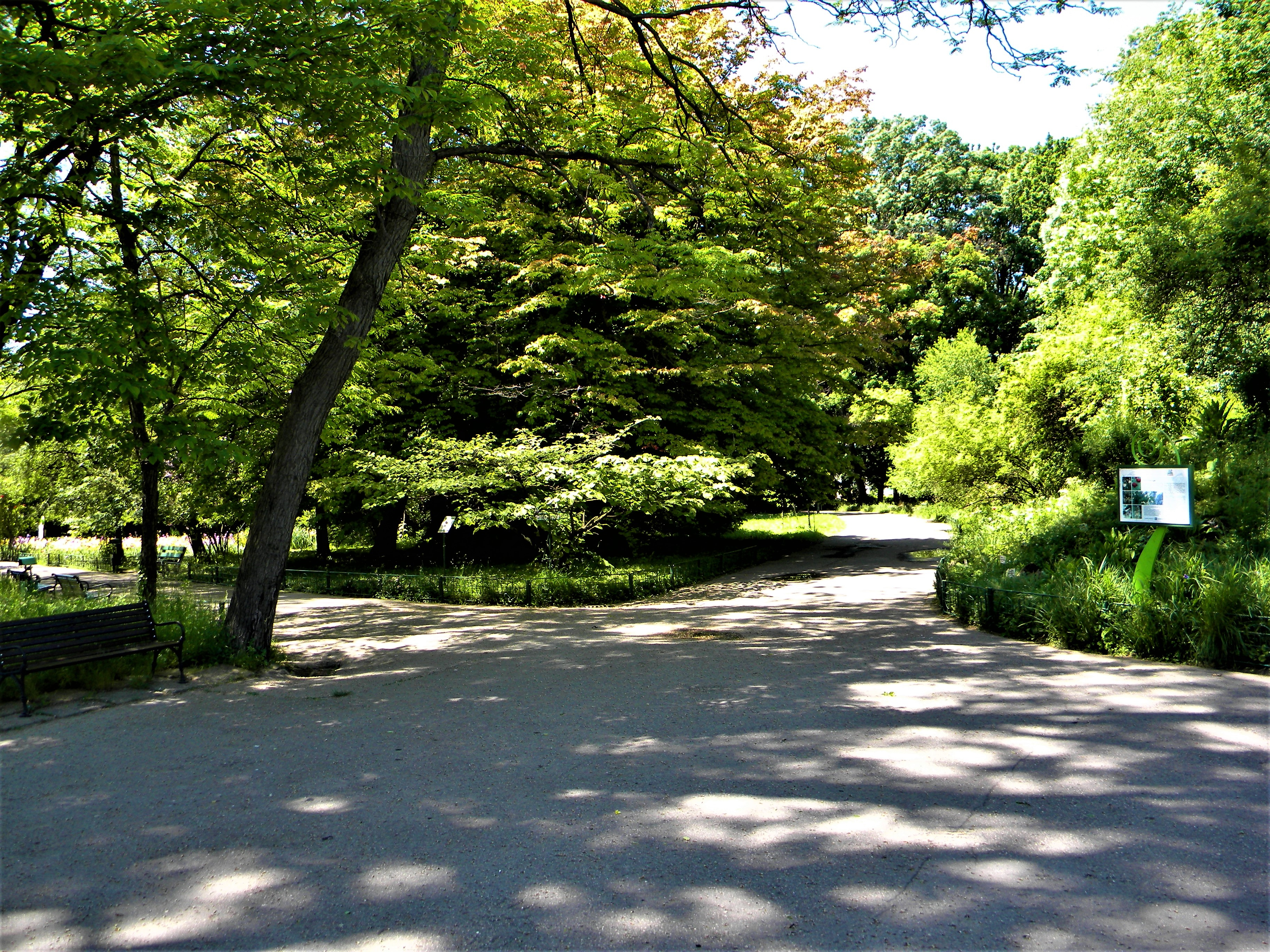
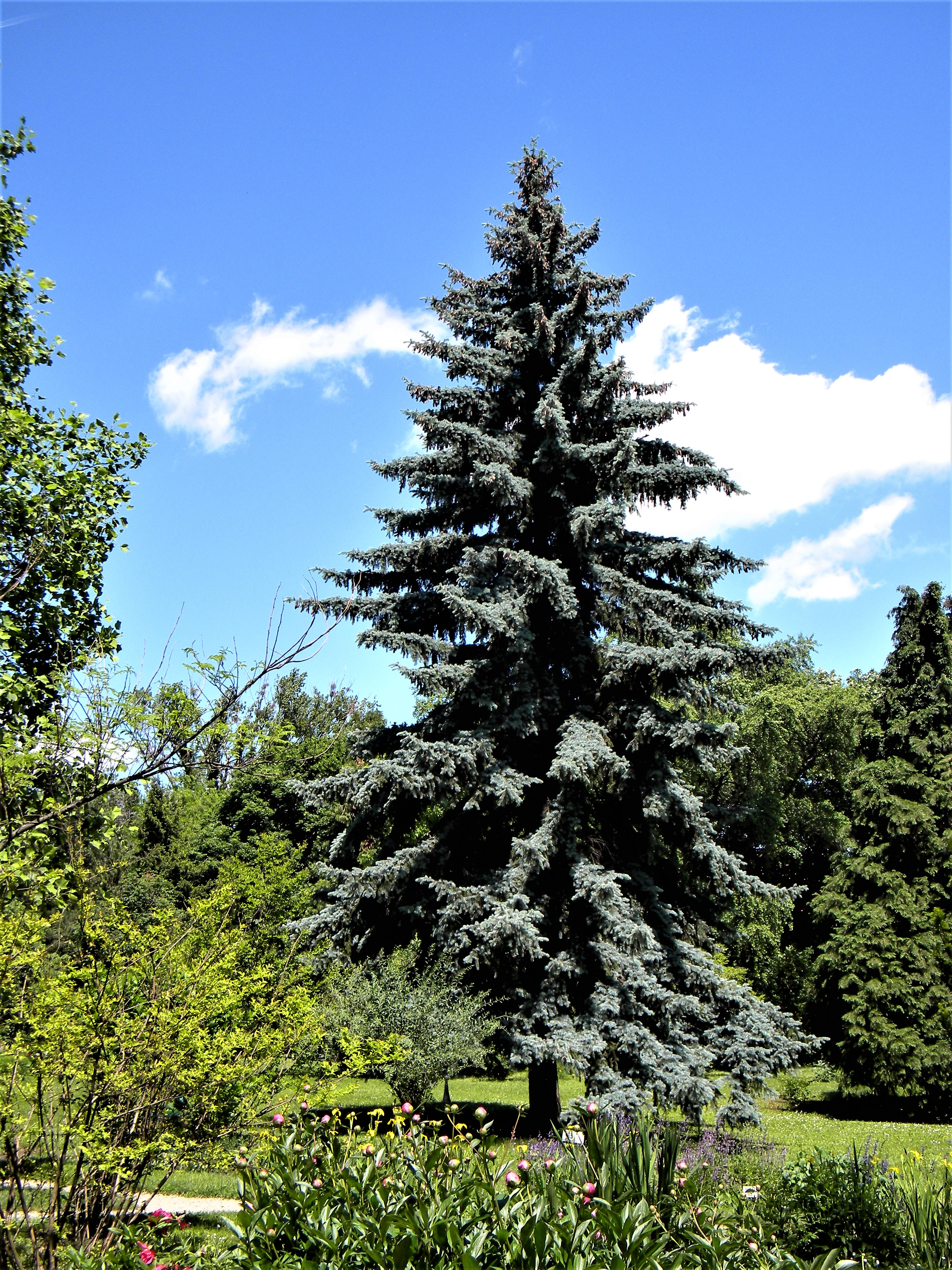
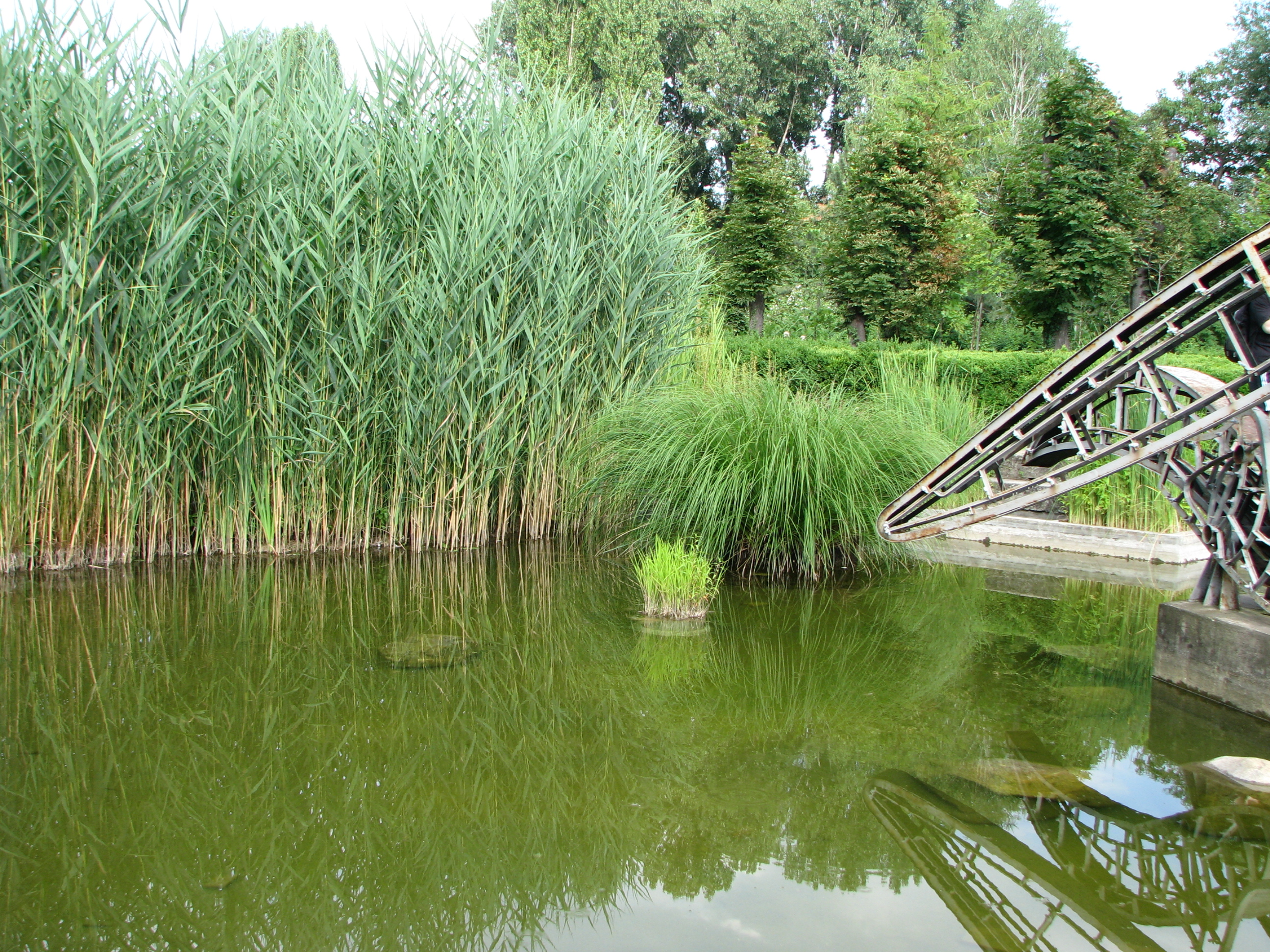